# Acer (botanica)
Acer L. è un genere di piante a foglie caduche che appartiene alla famiglia Sapindaceae, comprendente oltre 150 specie diffuse in Europa, Asia e Nord America.
Il nome Acer, in latino "appuntito", è stato usato per primo da Joseph Pitton de Tournefort, in riferimento all'estremità appuntita delle foglie.

## Descrizione
Si tratta di alberi e arbusti di altezza da 1 a 30 m; generalmente le foglie decidue hanno 5 lobi, in alcune specie sono in numero maggiore come A. circinatum che ne ha 7 o 9, o minore come A. monspessulanum che ne ha solo 3.
Il frutto è generalmente una coppia di samare.

## Distribuzione e habitat
Il genere è diffuso in tutto l'emisfero boreale, nelle zone fitoclimatiche del Lauretum, Castanetum e Fagetum (0-1500 metri).

## Tassonomia
Il genere comprende oltre 150 specie.

## Usi

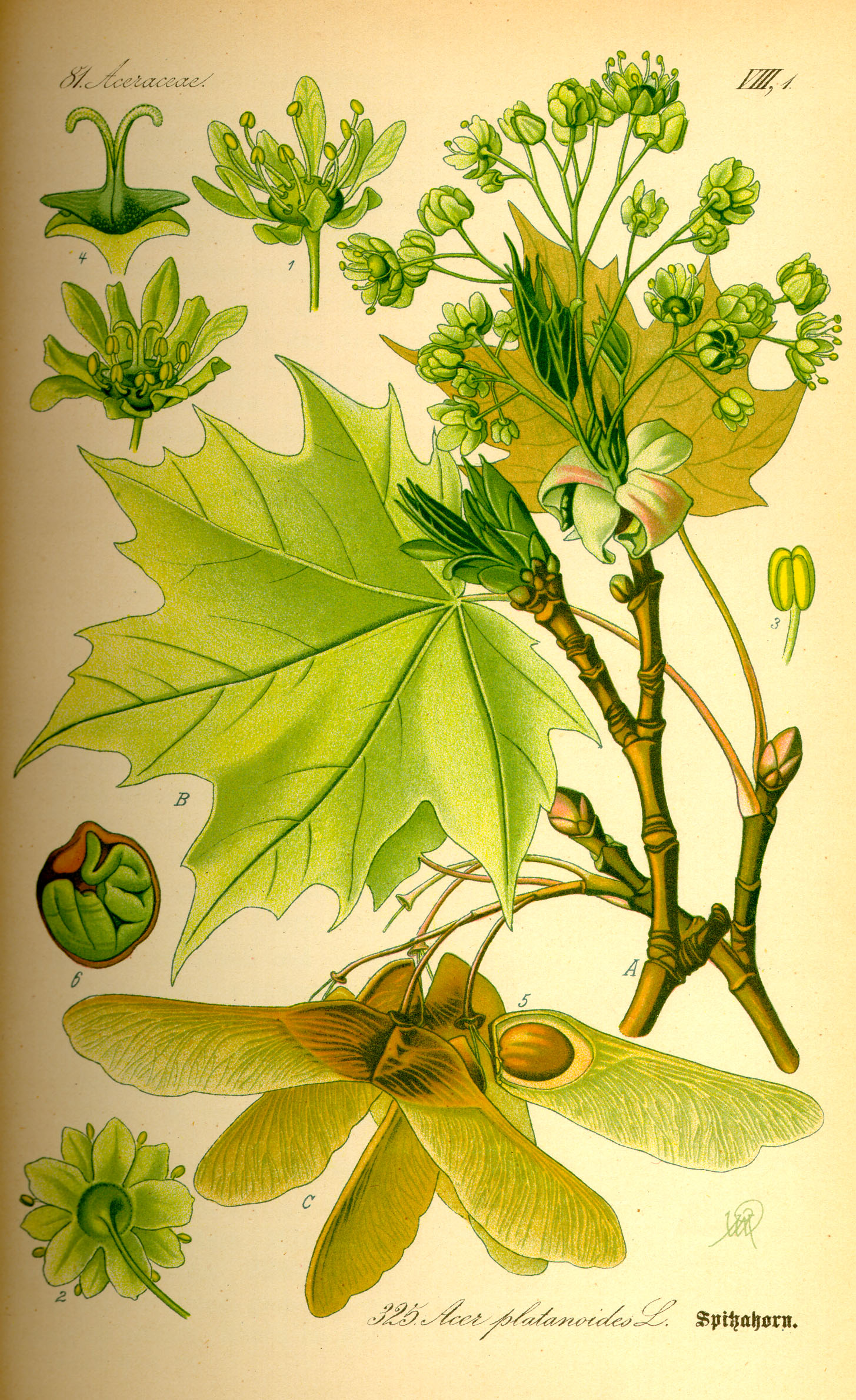
Acer platanoides

Alcune delle varietà coltivate come piante ornamentali, per l'elegante portamento e il fogliame variegato e vivamente colorato, nei giardini e nei viali sono A. negundo con foglie imparipennate, A. japonicum, A. saccharum (la cui foglia stilizzata è presente sulla bandiera del Canada) e A. griseum, per la particolare corteccia che sfaldandosi si colora di rosso; per la coltivazione in vaso e su terrazzi sono da preferire le varietà e gli ibridi a sviluppo limitato dell'A. japonicum e dell'A. palmatum, con foglie palmate più o meno profondamente incise dal colore giallo, verde pallido o rosso.
Le specie adatte alla formazione di bonsai sono l'Acero tridente (A. buergerianum) e l'Acero giapponese (A. palmatum, A. japonicum ed altri).
Le raccolte di aceri di alcuni giardini botanici e i boschi di aceri sono anche mete del turismo nazionale, in diversi paesi, tra cui gli Stati Uniti e il Giappone, per via delle accattivanti colorazioni del fogliame autunnale. Il termine giapponese momijigari (che letteralmente vuol dire "caccia alle foglie di autunno") indica la tradizione giapponese di recarsi in autunno nelle campagne per ammirare i colori fiammeggianti degli aceri del Giappone. La colorazione più o meno vivace è data dall'escursione termica fra giorno e notte: più è elevata maggiore sarà la presenza di pigmenti colorati.
Altre specie di Acer vengono utilizzate nell'arboricoltura da legno e in silvicoltura per la produzione di legname, comprendendo specie spontanee o esotiche, ricordiamo: A. campestre, A. monspessulanum, A. opalus, A. pseudoplatanus, A. platanoides.
L'acero è uno dei legni più utilizzati per la costruzione di strumenti musicali. In particolare è molto utilizzato per costruire manici di chitarra elettrica o fasce laterali, fondo e manico per gli strumenti ad arco, nonché strumenti a percussione, in particolare i tamburi.
A. saccharum e A. nigrum sono coltivati in Canada e in parti degli Stati Uniti per la produzione dello sciroppo d'acero.
Tra gli aceri autoctoni più diffusi in Italia i più comuni sono l'acero campestre, il napoletano, l'italico, l'acero d'Ungheria, l'acero riccio e quello montano; tra quelli non autoctoni, ma maggiormente diffusi come piante ornamentali, sono l'acero negundo, il saccarina e l'acero palmato.

## Coltivazione
Molte specie, tra quelle rustiche, si riproducono facilmente per semi.
Le specie ornamentali sono generalmente molto delicate, esigono ambienti non troppo secchi e posizione riparata dai raggi solari estivi e dai venti dominanti, resistono bene alle gelate, richiedono terriccio fresco ben drenato, fertile non calcareo. La moltiplicazione avviene per talea o per innesto su soggetti ottenuti dalla semina.

## Avversità
- Insetti
  - Emitteri:
    - Aleurodide dell'Acero - gli adulti e le neanidi del genere Aleurodes attaccano la pagina inferiore delle foglie dell'A. platanoides senza provocare danni rilevanti.
    - Cocciniglia elmetto - femmine e neanidi di Ceroplastes japonicus attaccano foglie e rametti, con ingiallimenti fogliari, produzione di melata e filloptosi.
    - Afidi degli aceri:
      - Adulti di Periphyllus acericola infestano l'A. pseudoplatanus e l'A. monspessulanum attaccando la pagina inferiore delle foglie con forte produzione di melata.
      - Adulti di Periphyllus lyropictus infestano l'A. pseudoplatanus, l'A. platanoides, l'A. saccharinum, l'A. rubrum, l'A. tataricum e l'A. campestre, attaccando la pagina inferiore delle foglie con forte produzione di melata.
      - Adulti di Periphyllus testudinaceus infestano tutte le spacie di acero, attaccando la pagina inferiore delle foglie, i piccioli e i germogli, senza grossi danni ma con forte produzione di melata.

    - Cicalina - gli adulti di Empoasca decedens attaccano la pagina inferiore delle foglie con punture che lasciano delle macchie bianco-giallastre che nel tempo diventano rossastre, le cicaline possono essere vettori di virus e fitoplasmi.
    - Lecanidi - le femmine e le neanidi di Phartenolecanium persicae attaccano foglie e rami, avvolgendole in un manicotto con produzione abbondante di melata.
    - Eupulvinaria - le femmine e le neanidi di Eupulvinaria Hydrangeae infestano in special modo le specie A. platanoides e A. negundo attaccando le foglie coprendone quasi totalmente la superficie e provocandone il disseccamento e la caduta.
    - Metcalfa - le neanidi di Metcalfa Pruinosa introdotto in Italia dall'America nel 1979 attaccano le nervature della pagina inferiore della foglia, con produzione abbondante di melata e secrezioni cerose biancastre.
    - Pulvinaria  - femmine e neanidi di Pulvinaria vitis attaccano la pagina inferiore della foglie, normalmente senza provocare grossi danni.

  - Lepidotteri:
    - Rodilegno rosso - Le larve di Cossus Cossus scavano gallerie sotto la corteccia prima nella zona del cambio poi nell'alburno attaccando la parte inferiore del tronco, con deperimento anche delle piante adulte, segno evidente della presenza del parassita è la fuoriuscita di rosura rossastra dai fori esterni delle gallerie.
    - Limantria - gli attacchi sono portati dalle larve polifaghe di Lymantria dispar che possono se in gran numero defogliare completamente la chioma delle piante infestate.
    - Falena brumale - le larve di Operophthera brumata attaccano le gemme prossime alla schiusa, i fiori, i giovani germogli e le parti internervali delle foglie, divorandole e perforandole, provocando gravi lesioni.
    - Minatrice fogliare - le larve di Caloptilia Hemidactylella attaccano le foglie dell'A. campestre e dell'A. pseudoplatanus scavando delle mine e alla fuoriuscita ripiegando verso il basso il lembo fogliare, senza provocare danni ingenti.
    - Nottua dell'Acero - le larve di Acronicta aceris attaccano le foglie erodendone il lembo, senza provocare grossi danni.

  - Coleotteri:
    - Maggiolino - gli adulti di Melolontha hippocastani e Melolontha melolontha si nutrono delle foglie, mentre le larve si nutrono delle radici, potendo provocare se in numero elevato notevoli danni.
    - Morimo scabroso - i danni sono causati dalla larve di Morimus asper che scavano delle gallerie sotto la corteccia e penetrano nell'alburno, con danni oltre che fisiologici anche economici per il deprezzamento del legname.
    - Sigaraio - gli adulti del curculionide Byctiscus betulae che si nutrono di gemme, foglie e giovani germogli; formano con una o due foglie, arrotolate con incisioni del picciolo, dei sigari al cui interno avviene l'ovideposizione.
    - Tarlo asiatico - larve xilofaghe del cerambicide Anoplophora chinensis scavano profonde gallerie alla base dei tronchi e nelle radici.
- Acari:
  - Eriofide dell'Acero - gli acari del genere Artacris provocano tipiche bollosità fogliari, con formazione di piccole galle rossastre, provocando rugosità e deformazione fogliare e a volte filloptosi; la specie Artacris macrorhyncus attacca l'A. campestre mentre Artacris cephaloneus preferisce l'A. pseudoplatanus.
  - Ragnetto giallo - l'acaro Eotetranychus tiliarus attacca le foglie che presentano puntini giallastri che estendendosi interessano tutto il lembo fogliare, con necrosi, disseccamento e caduta precoce delle foglie.
  - Ragnetto rosso - gli acari della specie Tetranychus urticae attaccano le foglie con le punture e producono una tela sericea che ricopre la lamina fogliare e i germogli.
- Funghi:
  - Marciume radicale - causato da Armillaria mellea i cui sintomi sono la crescita stentata della vegetazione e clorosi fogliare, le radici maggiori e parte del colletto assumono un colore bruno scuro, sotto la corteccia si formano placche di colore crema, con un forte odore di fungo; nel tempo al piede della pianta infettata fuoriescono gruppi ravvicinati di corpi fruttiferi volgarmente noti come chiodini o famigliole.
  - Mal bianco - causato da Phylloctinia suffulta e Uncinula aceris, si manifesta inizialmente sulla pagina superiore della foglia con macchie traslucide, che si ricoprono successivamente di una muffa bianca; le parti infette necrotizzano fino al disseccamento e caduta della foglia.
  - Croste nere - causate da Rhytisma acerinum e Melasmia acerina, colpisce soprattutto le specie A. pseudoplatanus e A. campestris d'estate, sulla pagina superiore delle foglie, compaiono macchie tondeggianti brunastre contornate da un alone giallastro punteggiate di macchioline nere che confluendo tra loro formano tacche nere, nella pagina inferiore le macchie sono più chiare senza macchie nerastre, successivamente le foglie imbruniscono, disseccano e cadono.
  - Cancro rameale - causato da Septogloeum Hartigianum infetta soprattutto le specie A. campestris e A. negundo, attaccando i giovani germogli e i rametti attraverso micro lesioni, e sviluppando l'anno successivo la lesione cancerosa, che dissecca il rametto colpito.
  - Tracheomicosi - causata da Verticillium dahliae che attacca l'apparato conduttore compromettendone il funzionamento con conseguente avvizzimento e disseccamento di parte o di tutta la chioma con porzioni necrotizzate, verdastre o brunastre, del legno.
  - Antracnosi causata da Gloeosporium apocryptum, Cylindrosporium platanoidis, Apignomonia errabunda e Didymosporium aceris che colpiscono la lamina fogliare con tacche irregolari e tondeggianti bruno-rossastro che confluendo necrotizzano e interessano tutta la foglia che dissecca.
  - Muffa grigia - La botrytis cinerea o muffa nobile attacca le foglie nutrendosi di zuccheri.
- Batteri: 	
  - Tumore batterico - causato da Agrobacterium tumefaciens, attacca le radici e il colletto della pianta inizialmente con piccole prominenze brunastre tondeggianti sparse, che rapidamente crescono sino a 20 cm di diametro con conseguente rallentamento vegetativo e clorosi fogliare.

## Folklore

Bandiera del Canada con al centro la foglia di acero

- Nel folklore francese i 58 anni di matrimonio sono detti "nozze d'acero" (noces d'érable).